# Manuel Pagès i Mercader
Manuel Pagès i Mercader (* 1883 in Barcelona; † 1968) war ein spanischer katalanischer nationalistischer Politiker. 

## Leben
1906 militarisierte sich Pagès i Mercader in der Joventut Autonomista de Barcelona. 1907 war er einer der Gründer der Associació Nacionalista Catalana (Nationalistische Vereinigung Kataloniens), der Linie von Domènec Martí i Julià angehörig, die sich mit den radikalen Teilen der Unió Catalanista (Katalanische Vereinigung) verband. Pagès i Mercader reiste nach Kuba und Mexiko, wo er andere radikale nationalistische Gruppen traf. Er war einer der Gründer der katalanischen Partei Estat Català, deren Kampfgruppen er organisierte und in deren Zeitungsredaktion L'Estat Català er mitwirkte. Danach wandte er sich der Gruppierung Nosaltres Sols! (Wir allein!) zu, einer der ersten bewaffneten Kampfgruppen im 20. Jahrhundert. 
Pagès i Mercader reiste nach Sardinien und schrieb dort zwei Bücher, unter anderem über Alghero.

## Schriften
- Crònica descriptiva d'Alguer, 1957
- Estampes de Sardenya, 1960